# Samsø

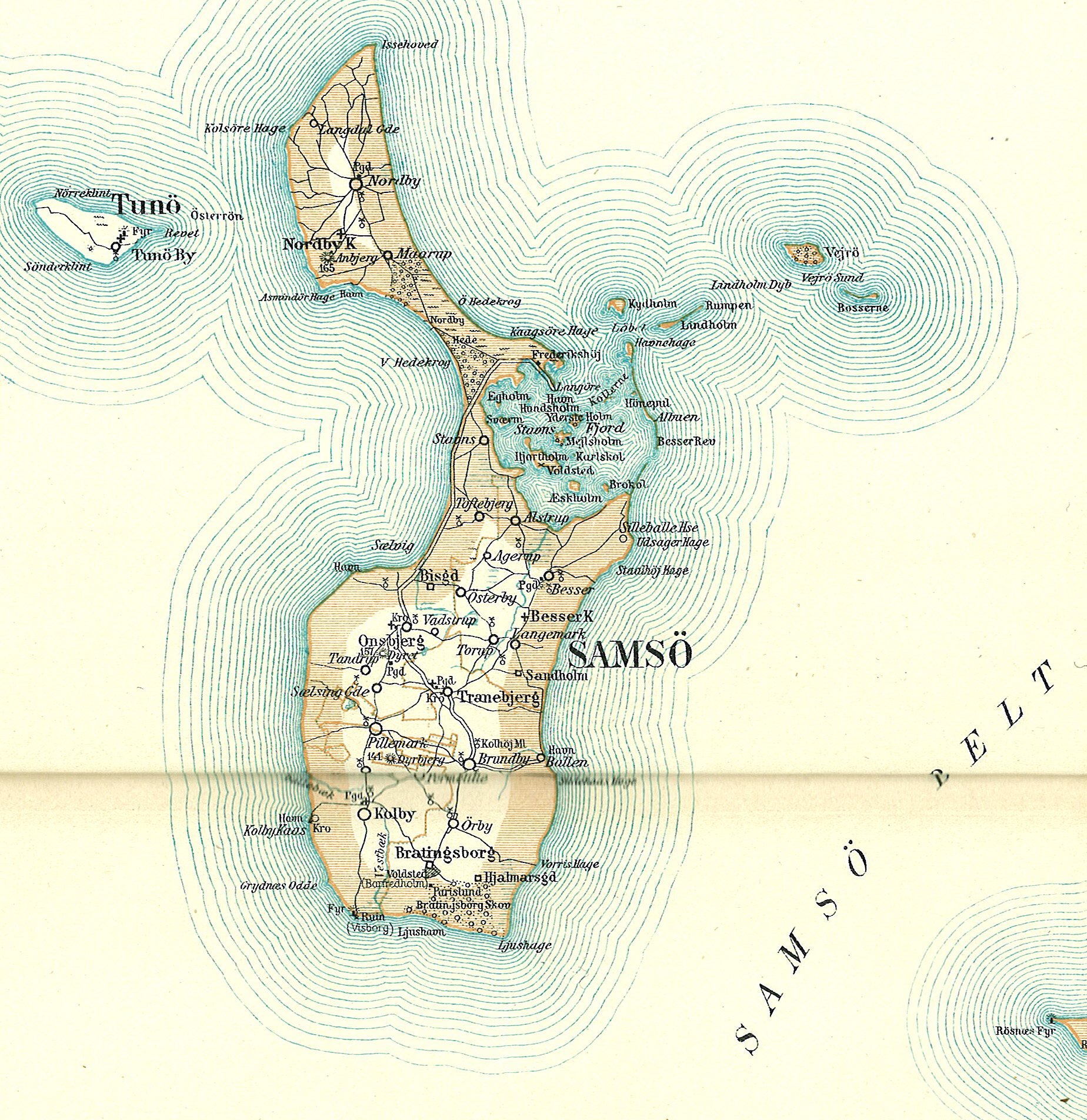
Mapa de l'illa

Samsø(en la forma adaptada a l'anglès és "Samso" o "Samsoe") és una illa de Dinamarca situada al Kattegat a uns 15 km de la Península de Jutlàndia. Té 3.806 habitants (2013) anomenats Samsings i té una superfície de 114 km². Tranebjerg és el lloc amb més població, 829 habitants. El punt més alt és el Ballebjerg a 64 m d'altitud.
Per la seva posició cèntrica, era un lloc de reunió en època dels vikings Es desconeix l'etimologia de Samsø, la primera citació és de l'any 1075 com Samse.
Actualment el 100% de l'energia elèctrica de Samsø és eòlica.
A l'illa són activitats populars, entre francesos, gal·lesos i irlandesos, la recollida de maduixes als mesos de juny i juliol. També s'hi cultiven patates (relativament) primerenques i les primeres són venudes a preus molt alts.
L'illa està dividida en tres parts: la part Nord de l'Illa, la part Sud de l'illa (dividides per un canal) i Stavns Fjord que compta amb una llacuna soma i prop d'ella hi ha un conjunt de petites illes deshabitades i protegides oficialment (Kyholm, Lindholm, Rumpen, Vejrø)

## Mitologia nòrdica
Sobre aquesta illa, Saxo Grammaticus relata que hi va haver una batalla llegendària quan el campió suec Hjalmar i el seu amic Orvar-Odd lluitaren contra els dotze fills del suec Arngrim. Aquesta batalla mítica va ser famosa i apareix a les balades de les Faroe, a la saga d'Orvar-Odd i a la saga d'Hervarar.